# Squanto
Squanto of Tisquantum (gestorven op 30 november 1622) was een indiaan die als tolk en gids diende voor de Pilgrim Fathers en zo een belangrijke rol speelde in de geschiedenis van Thanksgiving Day.

## Biografie
Squanto was een indiaan van de Patuxet, een subgroep van de Wampanoag. Hij werd waarschijnlijk in 1605 door de Engelse ontdekkingsreiziger George Weymouth naar Engeland gebracht waar hij de Engelse taal leerde. In 1614 of 1615 werd hij door John Smith teruggebracht maar door Smiths metgezel Thomas Hunt gevangengenomen en in Málaga als slaaf verkocht. Squanto wist te ontsnappen naar Engeland en keerde in 1619 met de Newfoundland Company terug naar huis, waar bleek dat zijn gehele stam was uitgeroeid door de ziektes die de Europeanen hadden meegebracht. Hij vestigde zich bij het opperhoofd Massasoit en diens broer Quadequina van de Wampanoag.
In de lente van 1621 werd Squanto door de indiaan Samoset vanwege zijn kennis van het Engels geïntroduceerd aan de onlangs gearriveerde Pilgrim Fathers. Voor de Pilgrims diende hij als tolk met vijandige indianenstammen en hielp hij ze met het planten van maïs, waardoor de Pilgrims wisten te overleven. Hij stierf een jaar later aan ziekte.